# 荒井壽夫
荒井 壽夫（あらい ひさお、1952年 - ）は日本の経済学者。滋賀大学名誉教授。専門は社会政策（フランスと日本の比較）、現代日本の地域政策。所属学会：経済理論学会、社会政策学会、土地制度史学会、等。

## 略歴
1952年福島県白河市生まれ、1970年白河高校卒業、1974年福島大学経済学部卒業。1981年名古屋大学大学院経済学研究科博士課程単位取得、同年名古屋大学経済学部助手。1984年滋賀大学経済学部講師、1985年同助教授、1998年同教授、2017年同名誉教授・滋賀大学定年退職。

## 概要
研究活動として、高度成長主導産業の自動車産業の生産・労働・雇用構造のフランスと日本の国際比較研究、フランスの家族政策・ワークライフバランス支援政策と日本の少子化対策の国際比較研究、2015年国連採択「持続可能な開発目標」(SDGs)と地域社会持続性との関連に関する調査研究、等。

## 主な著書、翻訳書
- 『持続可能なまちづくりとSDGs：地域の脱炭素化、地域内グリーン経済循環、女性参画・地域共生社会を目指して』八朔社 （2023年）ISBN 978-4-86014-113-4
- R.ボワイエ &J.P.デュラン『アフター・フォーディズム』ミネルヴァ書房（1996年）ISBN 4623026868

## 主な論文
- 『フランス自動車産業における生産組織・労働編成改革と雇用管理』（上）[5][6]、（下）[5][6]（彦根論叢 第305号、1997年1月、同誌第308号、１997年7月）ISSN 03875989  NDL書誌ID 4207690、4306783
- 『フランス自動車産業の行方とEU労使協議制』[5]（大原社会問題研究所雑誌 第480号、1998年11月）ISSN 09129421
- 『フランス自動車産業における労働編成の柔軟化』[5][6]（商学論集 第70巻第4号、2002年3月）ISSN 02878070　NDL書誌ID 6251439
- 『現代フランスの雇用戦略に関する一考察』[5]（滋賀大学経済学部研究年報 Vol.19、2012年11月）ISSN 13411608
- 『現代フランスの雇用戦略について』[5][6]（商学論集 第84巻第4号、2016年3月）ISSN 02878070  NDL書誌ID 027285857
- 『フランスにおけるワーク・ライフ・バランス支援給付としてのCLCA』[5][6]（彦根論叢 第410号、2016年12月）ISSN 03875989  NDL書誌ID 027962813
- 『地域自治組織とまちづくり』（上）[5][6]、（下）[5][6]（彦根論叢 第418号、2018年12月、同誌第420号、2019年6月）ISSN 03875989  NDL書誌ID 029504626、029818628
- 『持続可能なまちづくりとSDGs：エコロジカルなまちづくりの事例研究』（上）[5][6]、（下）[5][6]（彦根論叢 第427号、2021年3月、同誌第428号、2021年7月）ISSN 03875989  NDL書誌ID 031471194、031695228